# Mackenzie Foy
 Mackenzie Christine Foy (nascida em 10 de novembro de 2000) é uma atriz e modelo americana. Tornou-se famosa por ser escalada para interpretar a personagem Renesmee Cullen, filha dos personagens principais da série Twilight, Edward e Bella, em Amanhecer: Parte 1 e Parte 2. Recebeu destaque em outros projetos, como a versão adolescente de Murphy no filme Interestellar (2014) e a protagonista Clara no filme O Quebra Nozes e os Quatro Reinos (2018) da Disney. Em 2013, teve um papel de apoio em destaque no filme de terror, The Conjuring (2013).

## Carreira
Mackenzie começou o seu trabalho como modelo em 2004, com apenas 3 anos, trabalhando para marcas como Garnet Hill, Polo Ralph Lauren, Guess Kids, e entre outras. Também já desfilou para empresas como a Rubbermaid, Jones Apparel Group, The Walt Disney Company, a Mattel, a Target Corporation, Talbot e a GAP. Mackenzie apareceu em muitos comerciais de televisão para várias empresas, incluindo as famosas Burger King, Kohl's, Blackberry, Comcast e Pantene.
Em 2009, a Mackenzie Foy iniciou a carreira de atriz aos 8 anos de idade, ao participar em episódios de séries de televisão famosas como: Strong Medicine, Charmed, 'Til Death, Hawaii Five-0 e FlashForward, onde acabou focando mais na atuação.
No dia 06 de outubro de 2010, foi confirmado oficialmente que Mackenzie Foy iria interpretar a personagem Renesmee Carlie Cullen nos dois últimos filmes da franquia conhecida como The Twilight Saga. O anúncio oficial foi feito pela própria Stephenie Meyer (a autora dos livros da saga), através de uma publicação feita na página oficial dos filmes de The Twilight Saga no Facebook. Mackenzie interpretou Renesmee Cullen, filha de Bella Swan-Cullen (interpretada por Kristen Stewart) e de Edward Cullen (interpretado por Robert Pattinson) no filme The Twilight Saga: Breaking Dawn Part 1 (2011) e depois novamente no filme The Twilight Saga: Breaking Dawn Part 2 (2012). Em algumas entrevistas, Mackenzie disse que ficou com as duas presilhas douradas de libélulas que Renesmee usou nos cabelos durante a gravação da cena da batalha final dos Cullen's contra os Volturi no filme The Twilight Saga: Breaking Dawn Part 2;
A pequena Mackenzie Foy terá um dos papéis principais no filme independente chamado Plastic Jesus, um filme ao estilo de “Stand By Me“, que se passa com 3 crianças que se encontram frente a um mistério e perdem toda a esperança. Ainda não foi decidido se a sua voz será dublada novamente pela amiga de trabalho Beatriz Abreu (O processo ainda está em andamento). Mackenzie tem o papel principal ao lado de Chandler Canterbury (The Curious Case of Benjamin Button), que interpretará seu irmão. Os atores Paul Schneider e Hilarie Burton interpretarão os pais dos dois. O script foi escrito por Bryan Bertino e o filme será dirigido por Erica Dunton e co-produzida  por Christopher Rockwell
Em 2013, Mackenzie participa do filme de terror The Conjuring, onde atua ao lado da atriz Vera Farmiga, a atriz Joey King e outros. O filme é baseado na história verídica da Família Perron, uma família a partir da década de 1970 que afirmava que "viveu entre os mortos", com os espíritos, tanto amigáveis, quanto sinistros, que habita a sua casa Rhode Island.
Mackenzie também interpreta a versão adolescente de Murphy no filme Interstellar (2014), dirigido por Christopher Nolan, que conta também com Anne Hathaway, Jessica Chastain, Matthew McConaughey, Michael Caine e Casey Affleck no elenco. O roteiro, por Nolan e seu irmão Jonathan Nolan, envolve viagem no tempo e dimensões alternativas e vê um grupo de exploradores de viagem através de um buraco de minhoca.
Em 2020, a Mackenzie aparece como a protagonista "Jo Green", estrelando a nova versão do filme Black Beauty, produzido pela companhia Constantin Film, e dirigido por Ashley Avis; e que também tem no elenco de atores nomes conhecidos como: Kate Winslet, Claire Forlani e o Iain Glen;

## Filmografia

### Cinema
| Ano  | Título original                           | Título (Brasil)                        | Papel                | Notas |
| ---- | ----------------------------------------- | -------------------------------------- | -------------------- | ----- |
| 2011 | The Twilight Saga: Breaking Dawn - Part 1 | A Saga Crepúsculo: Amanhecer - Parte 1 | Renesmee Cullen      |       |
| 2012 | The Twilight Saga: Breaking Dawn - Part 2 | A Saga Crepúsculo: Amanhecer - Parte 2 | Renesmee Cullen      |       |
| 2013 | The Conjuring                             | Invocação do Mal                       | Cindy Perron         |       |
| 2013 | Wish You Well                             | Desejo-lhe felicidades                 | Lou Cardenal         |       |
| 2014 | Ernest & Celestine                        | Ernest e Célestine                     | Celestine            | Voz   |
| 2014 | The Boxcar Children                       |                                        | Violet               | Voz   |
| 2014 | Black Eyed Dog                            |                                        | Daisy                |       |
| 2014 | Interstellar                              | Interestelar                           | Murphy (adolescente) |       |
| 2015 | The Little Prince                         | O Pequeno Príncipe                     | A pequena menina     | Voz   |
| 2018 | The Nutcracker and the Four Realms        | O Quebra Nozes e os Quatro Reinos      | Clara                |       |
| 2020 | Black Beauty                              | Black Beauty                           | Jo Green             |       |

### Televisão
| Ano  | Título original                | Papel         | Notas      |
| ---- | ------------------------------ | ------------- | ---------- |
| 2009 | 'Til Death                     | Garotinha     | 1 episódio |
| 2010 | FlashForward                   | Katie Erskine | 1 episódio |
| 2010 | Hawaii Five-0                  | Lily Wilson   | 1 episódio |
| 2012 | R.L. Stine's The Haunting Hour | Natalie       | 1 episódio |
| 2012 | R.L. Stine's The Haunting Hour | Georgia Lomin | 1 episódio |
| 2014 | The Cookie Mobster             | Sally         | Telefilme  |
| 2015 | Jesse Stone: Lost in Paradise  | Jenny         | Telefilme  |

## Prêmios e Indicações
| Ano  | Prêmio                                        | Categoria                                                      | Trabalho                                  | Resultado | Ref.  |
| ---- | --------------------------------------------- | -------------------------------------------------------------- | ----------------------------------------- | --------- | ----- |
| 2013 | Framboesa de Ouro                             | Pior Combo de Tela (compartilhado com (Taylor Lautner)         | The Twilight Saga: Breaking Dawn - Part 2 | Venceu    | [ 4 ] |
| 2013 | Framboesa de Ouro                             | Pior Elenco de tela (compartilhado com (Elenco)                | The Twilight Saga: Breaking Dawn - Part 2 | Venceu    | [ 4 ] |
| 2013 | Young Artist Awards                           | Melhor Performance em Longa-metragem - Atriz Coadjuvante Jovem | The Twilight Saga: Breaking Dawn - Part 2 | Indicado  | [ 5 ] |
| 2014 | Washington D.C. Area Film Critics Association | Melhor Performance Juvenil                                     | Interstellar                              | Indicado  | [ 6 ] |
| 2014 | St. Louis Gateway Film Critics Association    | Melhor Atriz Coadjuvante                                       | Interstellar                              | Indicado  |       |
| 2014 | Critics' Choice Movie Award                   | Melhor Performance Juvenil                                     | Interstellar                              | Indicado  | [ 7 ] |
| 2015 | Prêmio Saturno                                | Melhor Performance de um Jovem Ator/Atriz                      | Interstellar                              | Venceu    | [ 8 ] |
| 2015 | Teen Choice Awards                            | Escolha Atriz de Filme - Sci-Fi/Fantasia                       | Interstellar                              | Indicado  | [ 9 ] |

## Curiosidades
- Mackenzie faz Ballet e Jazz.
- Mackenzie não gosta de ser chamada de Mack, apenas de Kenzie ou Kenz.
- Robert Pattinson e Kristen Stewart pagavam uma "multa" sempre que diziam um palavrão na frente da pequena colega do elenco - o que acontecia com frequência. Numa entrevista para a MTV Rob disse: "Ela nos tira muito dinheiro quando dizemos palavrões".

- A série Strong Medicine foi cancelada antes da participação de Mackenzie ser exibida.
- Mackenzie luta taekwondo.
- Suas cores favoritas são verde e roxo.
- Seu grande sonho é ganhar um Oscar.
- Mackenzie não tinha a permissão de ler os livros da Saga Crepúsculo, mas viu os filmes de Crepúsculo, Lua Nova, algumas partes de Amanhecer - Parte 1 e Parte 2.
- Mackenzie tem uma cadela chamada FireFly.
- Fazia homeschool (não ia a escola, estudava em casa).
- Em 28 de maio de 2019, Mackenzie se formou no ensino médio, quando publicou uma fotografia na sua página oficial no instagram, veja em: https://www.instagram.com/p/ByA9mLFlItb/.
- Mackenzie quer ser diretora quando crescer.
- O nome de seus pais são Karrie e Steve.
- Mackenzie tem um único irmão mais velho, chamado de Bayley Foy, que também treina taekwondo.
- Suas melhores amigas são as atrizes Yara Shahidi e Joey King.
- Seus filmes favoritos são da Marvel.
- Mackenzie disse na entrevista para ScreenWeek que cresceu vendo "Star Wars".
- Seu vilão favorito é o Darth Vader.
- Ela diz gostar muito de Spock.
- Veja a publicação oficial que confirmou oficialmente Mackenzie Foy como a atriz intérprete de “Renesmee” nos filmes: https://www.facebook.com/notes/the-twilight-saga/a-special-note-from-stephenie-meyer/10150272633650005;